# Праймориал

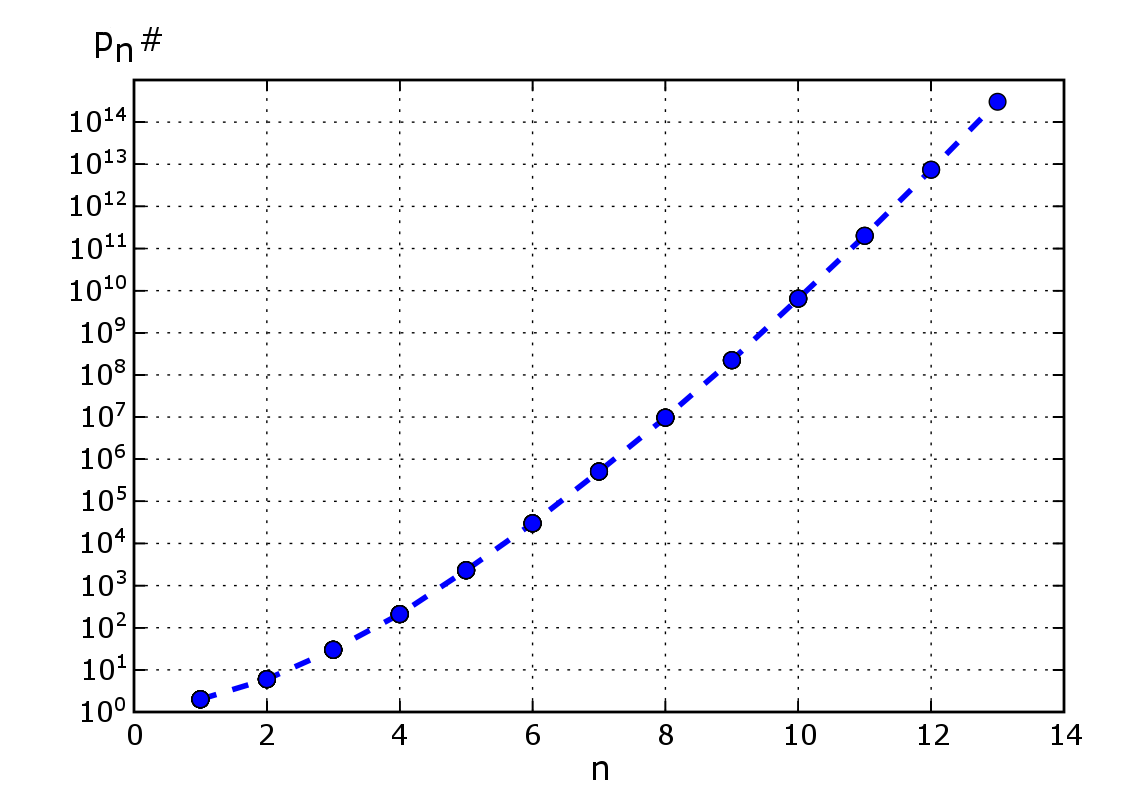
p_{n}# как функция n на логарифмической шкале

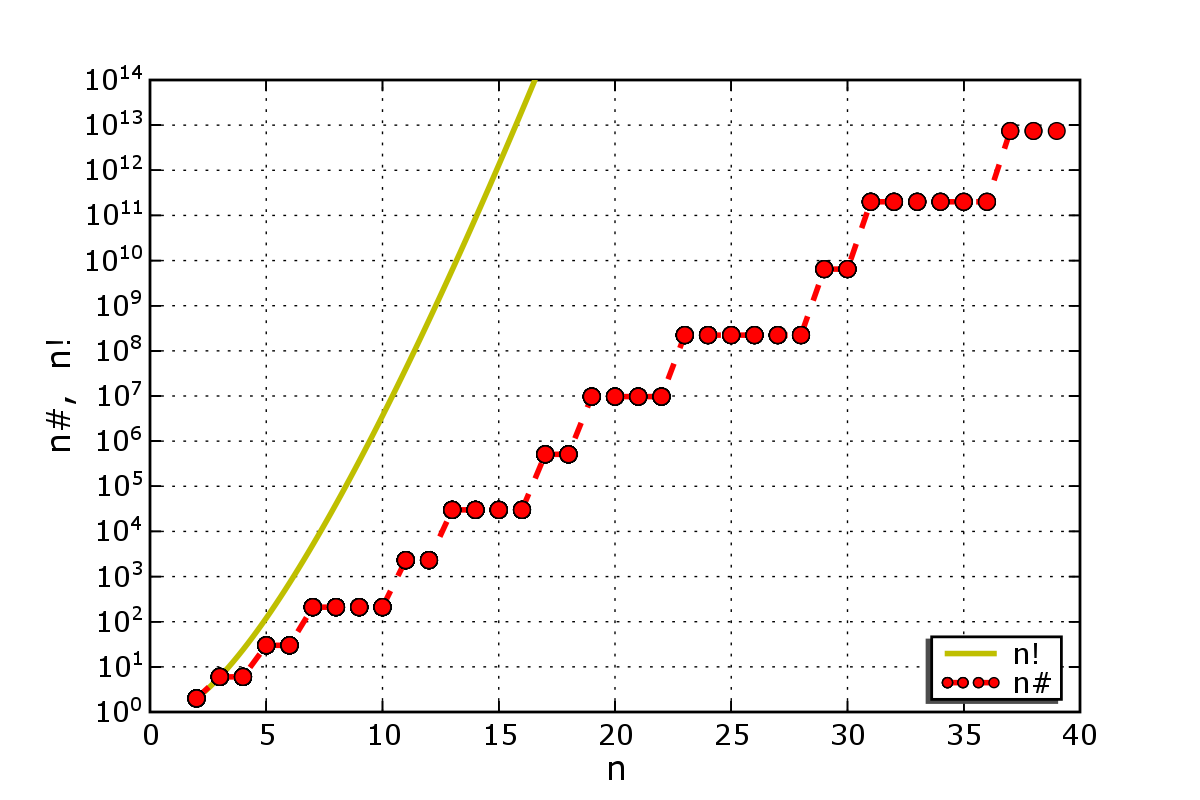
n# как функция n (выделено красным), по сравнению с n!. Оба графика в логарифмической шкале

Праймориал,  примориал (англ. Primorial) — в теории чисел функция над рядом натуральных чисел, схожая с функцией факториала, с разницей в том, что праймориал является последовательным произведением простых чисел, меньших или равных данному, в то время как факториал является последовательным произведением всех натуральных чисел, меньших или равных данному.
Термин «праймориал» ввёл в научный оборот американский инженер и математик Харви Дабнер в 1987 году.

## Определение для простых чисел
Для n-го простого числа pn праймориал pn# определён как произведение первых n простых чисел:
{\displaystyle p_{n}\#=\prod _{k=1}^{n}p_{k},}
где pk — k-е простое число.
Например, p5# обозначает произведение первых 5 простых чисел:
{\displaystyle p_{5}\#=2\times 3\times 5\times 7\times 11=2310.}
Таким образом, первые шесть праймориалов:
1, 2, 6, 30, 210, 2310 (последовательность A002110 в OEIS, также включает p0# = 1 как пустое произведение).
Асимптотически праймориалы pn# растут в соответствии с
{\displaystyle p_{n}\#=e^{[1+o(1)]n\log n},}
где {\displaystyle o(\cdot )} является нотацией «o» малого.

## Определение для натуральных чисел
В общем случае для целого положительного числа n праймориал n# может быть определён как произведение простых чисел, меньших или равных n:
{\displaystyle n\#=\prod _{i=1}^{\pi (n)}p_{i}=p_{\pi (n)}\#,}
где {\displaystyle \pi (n)} является функцией распределения простых чисел (последовательность A000720 в OEIS), дающая количество простых чисел ≤ n, что эквивалентно
{\displaystyle n\#={\begin{cases}1&{\text{при }}n=1,\\n\times ((n-1)\#)&{\text{при простом }}n>1,\\(n-1)\#&{\text{при составном }}n>1.\end{cases}}}
Например, 12# представляет собой произведение простых чисел, каждое из которых ≤ 12:
{\displaystyle 12\#=2\times 3\times 5\times 7\times 11=2310.}
Таким образом, {\displaystyle \pi (12)=5} может быть вычислено как
{\displaystyle 12\#=p_{\pi (12)}\#=p_{5}\#=2310.}
Рассмотрим первые 12 праймориалов:
1, 2, 6, 6, 30, 30, 210, 210, 210, 210, 2310, 2310.
Мы видим, что для составных чисел каждый член данной последовательности просто дублирует предыдущий. В приведенном выше примере мы имеем, что 12# = p5# = 11#, поскольку 12 является составным числом.
Натуральный логарифм n# — это первая функция Чебышева, записанная в виде {\displaystyle \theta (n)} или {\displaystyle \vartheta (n)}, что приближается к линейной n для больших значений n.
Праймориалы n# растут в соответствии с
{\displaystyle \ln(n\#)\sim n.}

## Свойства и приложения
Праймориалы играют важную роль в поиске простых чисел в арифметических прогрессиях из простых чисел. Например, сложение чисел 2236133941 + 23# даёт в результате простое число, начинающее последовательность из тринадцати простых чисел, которые можно получить, последовательно прибавляя 23#, и заканчивающуюся числом 5136341251. 23# является также общей разностью в арифметических прогрессиях из пятнадцати и шестнадцати простых чисел.
Каждое многосоставное число можно представить в виде произведения праймориалов (например, 360 = 2 · 6 · 30).
Все праймориалы являются бесквадратными числами, и каждый из них имеет простые делители любого числа меньшего, чем праймориал. Для каждого праймориала n отношение {\displaystyle \phi (n)/n} меньше, чем для любого целого числа, где {\displaystyle \phi } является функцией Эйлера.
Каждый праймориал является слабо тотиентным числом.

## Аппроксимация
Дзета-функция Римана для положительных чисел, больших единицы, может быть выражена с использованием праймориала и функции Жордана {\displaystyle J_{k}(n)}:
{\displaystyle \zeta (k)={\frac {2^{k}}{2^{k}-1}}+\sum _{r=2}^{\infty }{\frac {(p_{r-1}\#)^{k}}{J_{k}(p_{r}\#)}},\quad k=2,3,\dots }

## Таблица значений
| n  | n#      | pn            | pn#                         |
| -- | ------- | ------------- | --------------------------- |
| 0  | 1       | не существует | не существует               |
| 1  | 1       | 2             | 2                           |
| 2  | 2       | 3             | 6                           |
| 3  | 6       | 5             | 30                          |
| 4  | 6       | 7             | 210                         |
| 5  | 30      | 11            | 2310                        |
| 6  | 30      | 13            | 30030                       |
| 7  | 210     | 17            | 510510                      |
| 8  | 210     | 19            | 9699690                     |
| 9  | 210     | 23            | 223092870                   |
| 10 | 210     | 29            | 6469693230                  |
| 11 | 2310    | 31            | 200560490130                |
| 12 | 2310    | 37            | 7420738134810               |
| 13 | 30030   | 41            | 304250263527210             |
| 14 | 30030   | 43            | 13082761331670030           |
| 15 | 30030   | 47            | 614889782588491410          |
| 16 | 30030   | 53            | 32589158477190044730        |
| 17 | 510510  | 59            | 1922760350154212639070      |
| 18 | 510510  | 61            | 117288381359406970983270    |
| 19 | 9699690 | 67            | 7858321551080267055879090   |
| 20 | 9699690 | 71            | 557940830126698960967415390 |

## Композиториал
Композиториал числа n в отличие от праймориала является произведением составных чисел, меньших или равных n. Композиториал равен отношению факториала и праймориала числа: {\displaystyle n!/n\#}. Первые пятнадцать композиториалов (исключая повторяющиеся значения) равны 1, 4, 24, 192, 1728, 17280, 207360, 2903040, 43545600, 696729600, 12541132800, 250822656000, 5267275776000, 115880067072000.